# Visconde de Ponte da Barca
Visconde de Ponte da Barca é um título nobiliárquico criado por D. Maria II de Portugal, por Decreto de 12 de Outubro de 1847, em favor de Jerónimo Pereira de Vasconcelos, antes 1.° Barão de Ponte da Barca.
Titulares
1. Jerónimo Pereira de Vasconcelos, 1.° Barão e 1.° Visconde de Ponte da Barca;
2. Fernando Luís Pereira de Vasconcelos, 2.° Visconde de Ponte da Barca;
3. Eduardo de Ornelas e Vasconcelos, 3.º Visconde de Ponte da Barca.